# Régine Cavagnoud
Régine Cavagnoud (Thônes, 27. lipnja 1970. – 31. listopada 2001.), francuska alpska skijašica.

## Pobjede u Svjetskom kupu
9 pobjeda (2 u veleslalomu i 4 u superveleslalomu i 3 u spustu)
| Nadnevak           | Skijalište        | Disciplina      |
| ------------------ | ----------------- | --------------- |
| 21. siječnja 1999. | Cortina d'Ampezzo | Spust           |
| 23. siječnja 1999. | Cortina d'Ampezzo | Superveleslalom |
| 19. studenog 1999. | Copper Mountain   | Veleslalom      |
| 22. siječnja 2000. | Cortina d'Ampezzo | Spust           |
| 15. ožujka 2000.   | Bormio            | Spust           |
| 6. prosinca 2000.  | Val-d'Isère       | Superveleslalom |
| 13. siječnja 2001. | Haus im Ennstal   | Superveleslalom |
| 20. siječnja 2001. | Cortina d'Ampezzo | Superveleslalom |
| 24. ožujka 2001.   | Courchevel        | Veleslalom      |